# 아킬리노 로페스
아킬리노 로아 로페즈(Aquilino Roa López, 1975년 4월 21일 ~ )는 도미니카 공화국 출신의 야구 선수이다. 전 KBO 리그 SK 와이번스의 선수이다.

## 미국 프로 야구시절
1997년 7월 3일, 시애틀 매리너스와 입단 계약을 맺는다. 이후 2002년 12월 16일 룰 5 드래프트를 통해 토론토 블루 제이스로 이적하였고, 2003년 4월 2일 메이저 리그 데뷔 경기를 갖는다. 2003년 시즌 총 72번 등판하여 73.2이닝 동안 3.42의 평균 자책점을 기록한다.
2004년 시즌 18경기에 등판하여 21이닝을 투구하였다. 이후 로스앤젤레스 다저스와 필라델피아 필리스 산하 마이너 리그 팀에서 활동하게 되고, 2007년 시즌 전 디트로이트 타이거스와 마이너 계약을 체결한다.
2008년 시즌 메이저 리그 디트로이트 타이거스에서 활동했지만 페르난도 로드니 선수가 부상자 명단에서 메이저 리그 로스터로 복귀하자 로페즈는 마이너 리그로 내려가게 되고 이후 7월 2일 다시 메이저 리그로 올라오게 된다. 2008년 시즌 평균 자책점은 상대적으로 낮은 3.55였지만 승계 주자 실점이 메이저 리그에서 6번째로 높은 40.9%였다. 시즌 종료 후 디트로이트 타이거스 팀은 연봉 조정 신청을 거부함에 따라 자유 계약 선수가 되었다.

## KBO 리그시절

### KIA 타이거즈
2009년 1월 14일 계약금 5만 달러, 연봉 25만 달러의 조건으로 KIA 타이거즈와 입단 계약을 맺었다. 광주에서 열렸던 2009년 한국시리즈 1차전에서 선발 등판하여 완벽투를 보여주었고, 5차전에서 완봉승을 거두면서 KIA 타이거즈의 한국시리즈 우승에 견인차 역할을 하였다. 5차전의 완봉승에 이은 피로에도 불구하고 7차전 8회 초에 본인 스스로 중간계투를 자원하여 이닝을 마무리했다. 3경기 동안 2승 1.53을 기록하여 KIA 타이거즈의 한국시리즈 V10을 이루는데 큰 기여를 하는 모습을 보여주었다.
골든글러브 투수 부문에 선정되었다. 2009년 12월 2일 KIA 타이거즈와 계약금 5만 달러, 연봉 30만 달러, 총액 35만 달러로 재계약하여 2010년에도 KIA 타이거즈에서 활동했다.
그러나 2년차 징크스 때문인지 2010년에는 5승 10패 1세이브 방어율 4.46로 부진하였고, 게다가 다혈질적인 성격이라 리드 상황에서 내려가고 나서 구원 투수들이 동점을 내주면 덕아웃에서 화풀이를 하는 모습을 자주 보여 주었다. 먼저 4월 23일 넥센 히어로즈전에서 8회말 1아웃까지 3-2로 KIA가 이기고 있는 상황에서 5-4-3으로 이어지는 완벽한 병살 플레이를 만들 수 있었는데, 1루 주자는 잡았으나 2루수 안치홍의 악송구로 인해 동점이 되어 버렸고, 결국 강판당하고 나서 덕아웃에서 글러브를 집어던지고 쓰레기통을 걷어차고 라커룸으로 들어가 버렸다.
6월 30일 SK 와이번스전에서도 7이닝 2실점으로 퀄리티스타트를 보여주었으나 8회초에 김희걸이 나와서 안타를 계속 맞았으며, 게다가 3루수 이현곤의 실책까지 겹치면서 만루가 되어 버렸고, 조범현 감독은 유동훈을 투입했으나 조동화에게 내야안타, 정근우에게도 2타점 적시타를 맞으면서 유동훈의 블론 세이브와 동시에 자신의 2승도 날아가 버리자, 결국 화를 참지 못하고 덕아웃에서 의자를 집어던져 버렸다. 이 장면은 MBC 스포츠+를 통해 전국에 방송되면서 큰 충격을 주었고, 로페즈는 갖은 비난과 더불어 팀내 자체징계로 벌금 500만원과 엄중 경고를 받아야 했다. 하지만 후반기부터는 점차 안정적이었던 2009년의 모습을 되찾아 3승을 따 냈고, 오히려 자신보다 성적이 좋았던 콜론이 로페즈보다 떨어지는 이닝 소화 능력으로 인해 재계약에 실패했다. 로페즈는 시즌 막판 제 페이스를 찾게 되자 KIA 타이거즈 구단으로부터 경기 중 감정을 드러내지 말 것, 윈터 리그에 뛰지 말 것 등의 조건으로 재계약했다. 2011년 전반기에 자신의 페이스를 되찾았으나, 후반기 옆구리 통증 후유증으로 제 실력을 보여주지 못했고, 11승 9패를 기록했다. 선동열 감독 부임 이후 2012년 시즌 전 조건 없이 방출되어 국내 타 구단으로 이적이 가능하게 되었다. 이후 SK 와이번스와 총액 40만 달러를 받고 이적하게 되어 한국 프로 야구에서 계속 뛸 수 있게 되었다.
한편, 2009년 14선발승(조정훈과 공동 1위)으로 최다 선발승 타이틀을 차지했는데 이 기록은 역대  최다 선발승 투수 최소 선발승 타이 기록으로 남아 있다.

### SK 와이번스
2012년 KIA에서 재계약을 포기한 로페즈는 총액 40만 달러를 받고 SK 와이번스로 이적하게 되었다. 하지만 그 해 어깨 부상이 심화되어 2군에 자주 갔다 오게 되었고, 그 해 6월 5일 잠실 두산 베어스와의 선발 등판 경기를 마지막으로 퇴출당하면서 한국 프로 야구를 떠나게 된다. 두산전 선발승으로 유종의 미를 거두고 떠났다.

## 통산 기록
| 연 도          | 소 속          | 나 이          | 승 리 | 패 전 | 승 률 | 평 자 책 | 출 장 | 선 발 | 완 투 | 완 봉 | 세 이 브 | 홀 드 | 이 닝 | 피 안 타 | 피 홈 런 | 볼 넷 | 고 4 | 탈 삼 진 | 몸 맞 | 보 크 | 폭 투 | 실 점 | 자 책 | 타 자 수 | W H I P |
| -------------- | -------------- | -------------- | ----- | ----- | ----- | -------- | ----- | ----- | ----- | ----- | -------- | ----- | ----- | -------- | -------- | ----- | ---- | -------- | ----- | ----- | ----- | ----- | ----- | -------- | ------- |
| 2003           | TOR            | 28             | 1     | 3     | .250  | 3.42     | 72    | 0     | 0     | 0     | 14       | 16    | 73.2  | 58       | 5        | 34    | 5    | 64       | 5     | 1     | 2     | 31    | 28    | 316      | 1.25    |
| 2004           | TOR            | 29             | 1     | 1     | .500  | 6.00     | 18    | 0     | 0     | 0     | 0        | 3     | 21.0  | 21       | 5        | 13    | 3    | 13       | 2     | 0     | 0     | 15    | 14    | 95       | 1.62    |
| 2005           | COL            | 30             | 0     | 0     | ----  | 2.25     | 1     | 0     | 0     | 0     | 0        | 0     | 4.0   | 3        | 0        | 0     | 0    | 6        | 0     | 0     | 0     | 1     | 1     | 15       | 0.75    |
| 2005           | PHI            | 30             | 0     | 1     | .000  | 2.13     | 10    | 0     | 0     | 0     | 0        | 0     | 12.2  | 13       | 2        | 7     | 1    | 16       | 0     | 0     | 1     | 4     | 3     | 57       | 1.58    |
| 05합           | PHI            | 30             | 0     | 1     | .000  | 2.16     | 11    | 0     | 0     | 0     | 0        | 0     | 16.2  | 16       | 2        | 7     | 1    | 22       | 0     | 0     | 1     | 5     | 4     | 72       | 1.38    |
| 2007           | DET            | 32             | 0     | 0     | ----  | 5.19     | 10    | 0     | 0     | 0     | 1        | 1     | 17.1  | 18       | 2        | 6     | 0    | 7        | 2     | 0     | 0     | 10    | 10    | 76       | 1.39    |
| 2008           | DET            | 33             | 4     | 1     | .800  | 3.55     | 48    | 0     | 0     | 0     | 1        | 4     | 78.2  | 86       | 9        | 22    | 4    | 61       | 2     | 1     | 6     | 33    | 31    | 344      | 1.37    |
| 2009           | KIA            | 34             | 14    | 5     | .737  | 3.12     | 29    | 26    | 4     | 0     | 0        | 0     | 190.1 | 200      | 6        | 41    | 0    | 129      | 10    | 0     | 3     | 83    | 66    | 802      | 1.27    |
| 2010           | KIA            | 35             | 4     | 10    | .286  | 4.66     | 27    | 26    | 1     | 0     | 1        | 0     | 166.0 | 180      | 22       | 43    | 2    | 83       | 8     | 1     | 2     | 92    | 86    | 713      | 1.34    |
| 2011           | KIA            | 36             | 11    | 9     | .550  | 3.98     | 26    | 24    | 1     | 0     | 1        | 0     | 153.2 | 153      | 14       | 26    | 2    | 106      | 9     | 0     | 3     | 71    | 68    | 631      | 1.17    |
| 2012           | SK             | 37             | 3     | 2     | .600  | 3.86     | 5     | 5     | 0     | 0     | 0        | 0     | 28.0  | 26       | 3        | 3     | 0    | 13       | 1     | 0     | 0     | 13    | 12    | 110      | 1.04    |
| MLB 통산 : 5년 | MLB 통산 : 5년 | MLB 통산 : 5년 | 6     | 6     | .500  | 3.78     | 159   | 0     | 0     | 0     | 15       | 24    | 207.1 | 199      | 23       | 82    | 13   | 167      | 11    | 2     | 9     | 94    | 87    | 903      | 1.36    |
| KBO 통산 : 4년 | KBO 통산 : 4년 | KBO 통산 : 4년 | 32    | 26    | .552  | 3.88     | 87    | 81    | 6     | 0     | 2        | 0     | 538.0 | 559      | 45       | 113   | 4    | 331      | 28    | 1     | 8     | 259   | 232   | 2256     | 1.25    |

- 시즌 기록 중 굵은 글씨는 해당 시즌 최고 기록

## 참조
1. ↑  KIA, 외국인 투수 우완 로페즈 영입…ML 6승 경력[깨진 링크(과거 내용 찾기)] 《Osen》, 2009년 1월 14일 작성
2. ↑  KIA 로페즈, 사상 2번째 외국인 투수 골든 글러브 - 조이뉴스24
3. ↑  로페즈, SK 유니폼 입는다… 총액 40만 달러에 계약 - 마이데일리
4. ↑  이상학 (2013년 10월 4일). “배영수-세든 14승, 역대 최소승수 다승왕 탄생”. OSEN. 2024년 6월 15일에 확인함.